# Ліхтенштейн на зимових Олімпійських іграх 1956
Ліхтенштейн брав участь у Зимових Олімпійських іграх 1956 року в Кортіна-д'Ампеццо (Італія), але не завоював жодної медалі. Князівство представляли 8 спортсменів у 2-х видах спорту: гірськолижному спорті та бобслею.

### Гірськолижний спорт
Чоловіки
| Спортсмен       | Змагання           | 1-й забіг | 1-й забіг | 2-й забіг | 2-й забіг | Підсумок          | Підсумок          |
| Спортсмен       | Змагання           | Час       | Місце     | Час       | Місце     | Час               | Місце             |
| --------------- | ------------------ | --------- | --------- | --------- | --------- | ----------------- | ----------------- |
| Франц Бек       | Швидкісний спуск   |           |           |           |           | 3:36,8            | 26                |
| Франц Бек       | Слалом             | 2:04,0    | 45        | 2:13,8    | 26*       | 4:17,8            | 35                |
| Франц Бек       | Гігантський слалом |           |           |           |           | 3:52,6            | 59                |
| Евальд Еберле   | Слалом             | 2:22,2    | 53        | 2:39,6    | 49        | 5:01,8            | 49                |
| Евальд Еберле   | Гігантський слалом |           |           |           |           | 4:11,6            | 73                |
| Макс фон Хоенло | Швидкісний спуск   |           |           |           |           | 5:15,8            | 45                |
| Германн Кіндле  | Швидкісний спуск   |           |           |           |           | дискваліфікований | дискваліфікований |
| Леопольд Шедлер | Швидкісний спуск   |           |           |           |           | 4:23,7            | 40                |
| Леопольд Шедлер | Слалом             | 2:24,1    | 54        | 2:45,8    | 52        | 5:09,9            | 53                |
| Леопольд Шедлер | Гігантський слалом |           |           |           |           | 4:03,3            | 67                |
| Теодор Зеле     | Слалом             | 2:16,7    | 51        | 2:31,1    | 43        | 4:47,8            | 45                |
| Теодор Зеле     | Гігантський слалом |           |           |           |           | 4:09,5            | 70                |

* — інші спортсмени досягли такого ж результату

### Бобслей
| Спортсмен                          | Змагання                | 1-й заїзд     | 1-й заїзд     | 2-й заїзд          | 2-й заїзд          | 3-й заїзд          | 3-й заїзд          | 4-й заїзд          | 4-й заїзд          | Підсумок           | Підсумок           |
| Спортсмен                          | Змагання                | Час           | Місце         | Час                | Місце              | Час                | Місце              | Час                | Місце              | Час                | Позиція            |
| ---------------------------------- | ----------------------- | ------------- | ------------- | ------------------ | ------------------ | ------------------ | ------------------ | ------------------ | ------------------ | ------------------ | ------------------ |
| Моріц Хайдеггер Вельтін Вольфінгер | Парний заїзд («двійка») | не фінішували | не фінішували | завершили змагання | завершили змагання | завершили змагання | завершили змагання | завершили змагання | завершили змагання | завершили змагання | завершили змагання |